# Кавана, Том
То́мас (Том) Па́трик Ка́вана (англ. Thomas Patrick "Tom" Cavanagh, род. 26 октября 1963, Оттава) — канадский актёр. Наиболее известен по ролям Харрисона Уэллса / Эобарда Тоуна Обратного Флэша в телесериале «Флэш».

## Ранняя жизнь

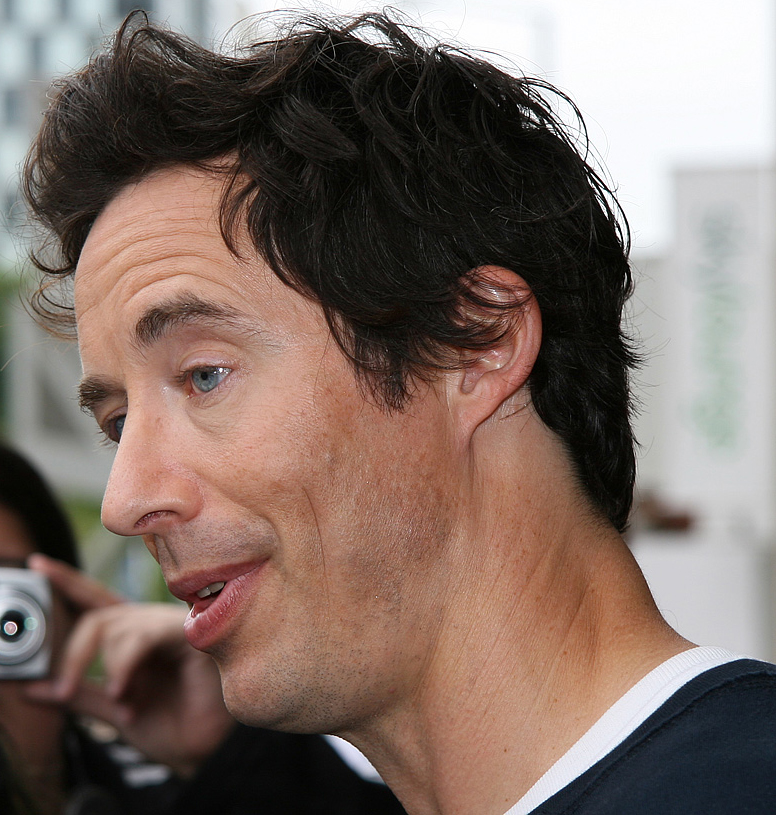
Кавана на Кинофестивале в Торонто в 2008 году.

Родился в Оттаве, Онтарио в в многодетной римско-католической семье; имеет ирландское происхождение. У него есть старший брат, прокурор, и три сестры. Одна из его сестёр преподаёт религию и является капелланом в Онтарио, другая — специалист по аутизму в Торонто, а третья — писательница и живёт в Лондоне.
Вместе с семьей переехал в Уиннебу, небольшой город в Гане. В юности, его семья переехала в Ленноксвилль, Квебек, где он и пошёл в старшую школу. Посещал Семинарию Шурбрука (фр. Séminaire de Sherbrooke), где учился на французском языке и играл в баскетбол за команду «Бароны». Позже учился в Колледже Шамплейн (фр. Champlain College) в Ленноксвилле.
Во время учёбы в Университете Куинс в Кингстоне, Онтарио увлёкся театром и музыкой, играл в хоккей и баскетбол. Окончил университет со степенью в английском и биологии.

## Личная жизнь
Женился на фото-редакторе журнала «Sports Illustrated» Морин Грис (англ. Maureen Grise) 31 июля 2004 года на романо-католической церемонии в Нантакете, штат Массачусетс. У пары четверо детей: два сына и две дочери.
Участвовал в нью-йоркском марафоне в 2006 году и финишировал с результатом 3:29:31.

## Избранная фильмография
| Год  | Название на русском       | Название на английском | Роль              | Примечания |
| ---- | ------------------------- | ---------------------- | ----------------- | ---------- |
| 2002 | Пиф-паф, ты — мёртв       | Bang Bang You’re Dead  | Вэл Данкан        |            |
| 2004 | Страшнее шторма           | Heart of the Storm     | Симпсон           |            |
| 2004 | Снег                      | Snow                   | Ник Сноуден       |            |
| 2005 | Алхимия чувств            | Alchemy                | Мел Дауни         |            |
| 2006 | Проблемы Грэй             | Gray Matters           | Сэм               |            |
| 2006 | Две недели                | Two Weeks              | Барри Бергман     |            |
| 2006 | Как есть жареных червяков | How to Eat Fried Worms | Отец              |            |
| 2006 | Сладкая полночь           | The Cake Eaters        | Лойд              |            |
| 2007 | Несносный мальчишка       | Breakfast with Scot    | Эрик Макнолли     |            |
| 2007 | Апофеоз                   | Sublime                | Джордж Гривс      |            |
| 2008 | Снег 2: Заморозка мозгов  | Snow 2: Brain Freeze   | Ник Сноуден       |            |
| 2010 | Медведь Йоги              | Yogi Bear              | Френсис Джон Смит |            |
| 2011 | Рождество по обмену       | Trading Christmas      | Чарльз Джонсон    |            |
| 2012 | Убийца среди нас          | A Killer Among Us      | Ник Карлтон       |            |
| 2014 | Создатель игр             | The Games Maker        | Господин Драго    |            |
| 2014 |                           | The Birder             | Рон Спенсер       |            |
| 2015 | 400 дней                  | 400 Days               | Элл               |            |
| 2022 | Тюрьма суперзлодеев       | Corrective Measures    | Гордон Твиди      |            |

| Год        | Название на русском     | Название на английском | Роль                                        | Примечания                   |
| ---------- | ----------------------- | ---------------------- | ------------------------------------------- | ---------------------------- |
| 1999—2000  | Провиденс               | Providence             | Даг Бойс                                    | 8 эпизодов                   |
| 2000—2004  | Эд                      | Ed                     | Эд Стивенс                                  | Главная роль; 83 эпизода     |
| 2002—2009  | Клиника                 | Scrubs                 | Дэн Дориан                                  | 7 эпизодов                   |
| 2008—2009  | Элай Стоун              | Eli Stone              | Джереми Стоун                               | 7 эпизодов                   |
| 2009       | Доверься мне            | Trust Me               | Коннер                                      | Основной состав; 13 эпизодов |
| 2011—2012  | Дорогой доктор          | Royal Pains            | Джек О’Малли                                | 7 эпизодов                   |
| 2014—2023  | Флэш                    | The Flash              | Эобард Тоун / Обратный Флэш, Харрисон Уэллс | Основной состав              |
| 2014       | Последователи           | The Following          | Кингстон Таннер                             | 4 эпизода                    |
| 2016       | Ван Хельсинг            | Van Helsing            | Мика                                        | 1 эпизод                     |
| 2017, 2019 | Супергёрл               | Supergirl              | Эобард Тоун / Обратный Флэш                 | 1 эпизод                     |
| 2017, 2019 | Супергёрл               | Supergirl              | Харрисон Уэллс                              | 1 эпизод                     |
| 2017—2018  | Стрела                  | Arrow                  | Харрисон Уэллс, Эобард Тоун                 | 2 эпизода                    |
| 2017, 2020 | Легенды завтрашнего дня | Legends of Tomorrow    | Харрисон Уэллс, Эобард Тоун                 | 1 эпизод                     |
| 2017, 2020 | Легенды завтрашнего дня | Legends of Tomorrow    | Нэш Уэллс                                   | 1 эпизод                     |
| 2024       | Супермен и Лоис         | Superman & Lois        | Гордон Годфри                               | 1 эпизод                     |